# Cantón de Marsella-La Capelette
El cantón de Marsella-La Capelette, anteriormente denominado cantón de Marsella XI, era una división administrativa francesa, que estaba situada en el departamento de Bocas del Ródano y la región de Provenza-Alpes-Costa Azul.

## Composición
El cantón estaba formado por la suma de una fracción de los distritos 5º y 10º de la comuna que le daba su nombre: 
- Marsella (fracción)

## Supresión del cantón de Marsella-La Capelette
En aplicación del Decreto n.º 2014-271 de 27 de febrero de 2014, el cantón de Marsella-La Capelette fue suprimido el 22 de marzo de 2015 y la fracción de la comuna que le daba su nombre se unió con las demás para que, por medio de una reestructuración cantonal, fueran creados los nuevos cantones de Marsella-1, Marsella-2, Marsella-3, Marsella-4, Marsella-5, Marsella-6, Marsella-7, Marsella-8, Marsella-9, Marsella-10, Marsella-11  y Marsella-12.